# Tuchan
Tuchan  (occitan : Tuissan) est une commune française située dans le sud-est du département de l'Aude, en région Occitanie.
Sur le plan historique et culturel, la commune fait partie du massif des Corbières, un chaos calcaire formant la transition entre le Massif central et les Pyrénées. Exposée à un climat méditerranéen, elle est drainée par la rivière du Mas de Ségure, la rivière Tarrasac, le ruisseau de Nouvelle, le ruisseau Mayrat, le ruisseau Rec des Cazals et par divers autres petits cours d'eau. La commune possède un patrimoine naturel remarquable : un site Natura 2000 (les « basses Corbières ») et quatre zones naturelles d'intérêt écologique, faunistique et floristique.
Tuchan est une commune rurale qui compte 790 habitants en 2022, après avoir connu un pic de population de 1 811 habitants en 1881. Ses habitants sont appelés les Tuchanais et Tuchanaises.
Tuchan est un haut lieu des vins de Hautes Corbières, producteur de fitou, corbières et muscat de Rivesaltes.
C'est aussi à Tuchan que le parc naturel régional Corbières-Fenouillèdes a son siège.
Le patrimoine architectural de la commune comprend trois  immeubles protégés au titre des monuments historiques : l'Hôtel des postes, inscrit en 1992, l'église Notre-Dame, inscrite en 2005, et le château d'Aguilar, classé en 1949.

## Géographie

### Localisation
Tuchan est une commune des Corbières située au pied du Mont Tauch. Elle est limitrophe du département des Pyrénées-Orientales.
Tuchan est située à 18 km de Durban-Corbières, à 19 km d'Estagel, à 27 km de Rivesaltes, à 31 km de l'aéroport de Perpignan - Rivesaltes et à 37 km de Lagrasse.

### Communes limitrophes

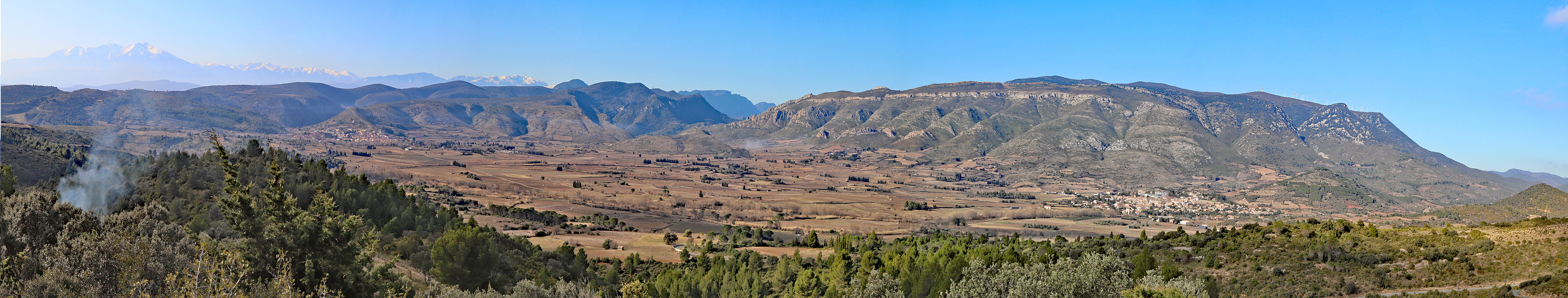
Paziols à gauche et Tuchan au pied du Mont Tauch

Les communes limitrophes sont  Embres-et-Castelmaure, Maisons, Montgaillard, Padern, Palairac, Paziols, Quintillan, Villeneuve-les-Corbières et Vingrau.
| Quintillan, Palairac  | Villeneuve-les-Corbières | Embres-et-Castelmaure                                   |
| Maisons, Montgaillard | Tuchan                   | Opoul-Périllos (Pyrénées-Orientales par un quadripoint) |
| Padern                | Paziols                  | Vingrau (Pyrénées-Orientales)                           |

### Géologie et relief
Tuchan est située au sein du massif des Corbières. L'altitude de la commune varie entre 136 et 920 mètres.
La mine du Tistoulet, entre Padern et Tuchan, a donné des spécimens remarquables de mixite.
Le point culminant du mont Tauch est aussi celui de la commune.

### Voies de communication et transports
Tuchan est traversée par la route RD 611 du nord au sud, en provenance de Villeneuve-les-Corbières et en direction de Paziols.

### Hydrographie
La commune est dans la région hydrographique « Côtiers méditerranéens », au sein du bassin hydrographique Rhône-Méditerranée-Corse. Elle est drainée par la rivière du Mas de Ségure, la rivière Tarrasac, le ruisseau de Nouvelle, le ruisseau Mayrat, le ruisseau Rec des Cazals, Rec de la Ruminguière, Rec du Guech, le ruisseau de Brianes, le ruisseau de Cardières, le ruisseau de Faste, le ruisseau de la Coume de la Provence, le ruisseau de Laprade, le ruisseau de Montdern, le ruisseau des Arroumets,, qui constituent un réseau hydrographique de 56 km de longueur totale,.
La rivière du Mas de Ségure, d'une longueur totale de 15,5 km, prend sa source dans la commune de Palairac et s'écoule vers le sud-est. Elle traverse la commune et se jette dans rivière Tarrasac à Paziols, après avoir traversé 4 communes.
La rivière Tarrasac, d'une longueur totale de 11,7 km, prend sa source dans la commune d'Embres-et-Castelmaure et s'écoule du sud-est vers le nord-ouest puis vers le sud. Elle traverse la commune et se jette dans le Verdouble à Paziols, après avoir traversé 3 communes.

### Climat
Pour des articles plus généraux, voir Climat de l'Occitanie et Climat de l'Aude.
En 2010, le climat de la commune est de type climat méditerranéen franc, selon une étude s'appuyant sur une série de données couvrant la période 1971-2000. En 2020, Météo-France publie une typologie des climats de la France métropolitaine dans laquelle la commune est exposée à un climat méditerranéen et est dans la région climatique Provence, Languedoc-Roussillon, caractérisée par une pluviométrie faible en été, un très bon ensoleillement (2 600 h/an), un été chaud (21,5 °C), un air très sec en été, sec en toutes saisons, des vents forts (fréquence de 40 à 50 % de vents > 5 m/s) et peu de brouillards.
Pour la période 1971-2000, la température annuelle moyenne est de 14,7 °C, avec une amplitude thermique annuelle de 15,6 °C. Le cumul annuel moyen de précipitations est de 644 mm, avec 6,5 jours de précipitations en janvier et 3 jours en juillet. Pour la période 1991-2020, la température moyenne annuelle observée sur la station météorologique la plus proche, située sur la commune de Durban-Corbières à 14 km à vol d'oiseau, est de 15,0 °C et le cumul annuel moyen de précipitations est de 701,0 mm,. Pour l'avenir, les paramètres climatiques de la commune estimés pour 2050 selon différents scénarios d’émission de gaz à effet de serre sont consultables sur un site dédié publié par Météo-France en novembre 2022.

### Milieux naturels et biodiversité

#### Réseau Natura 2000

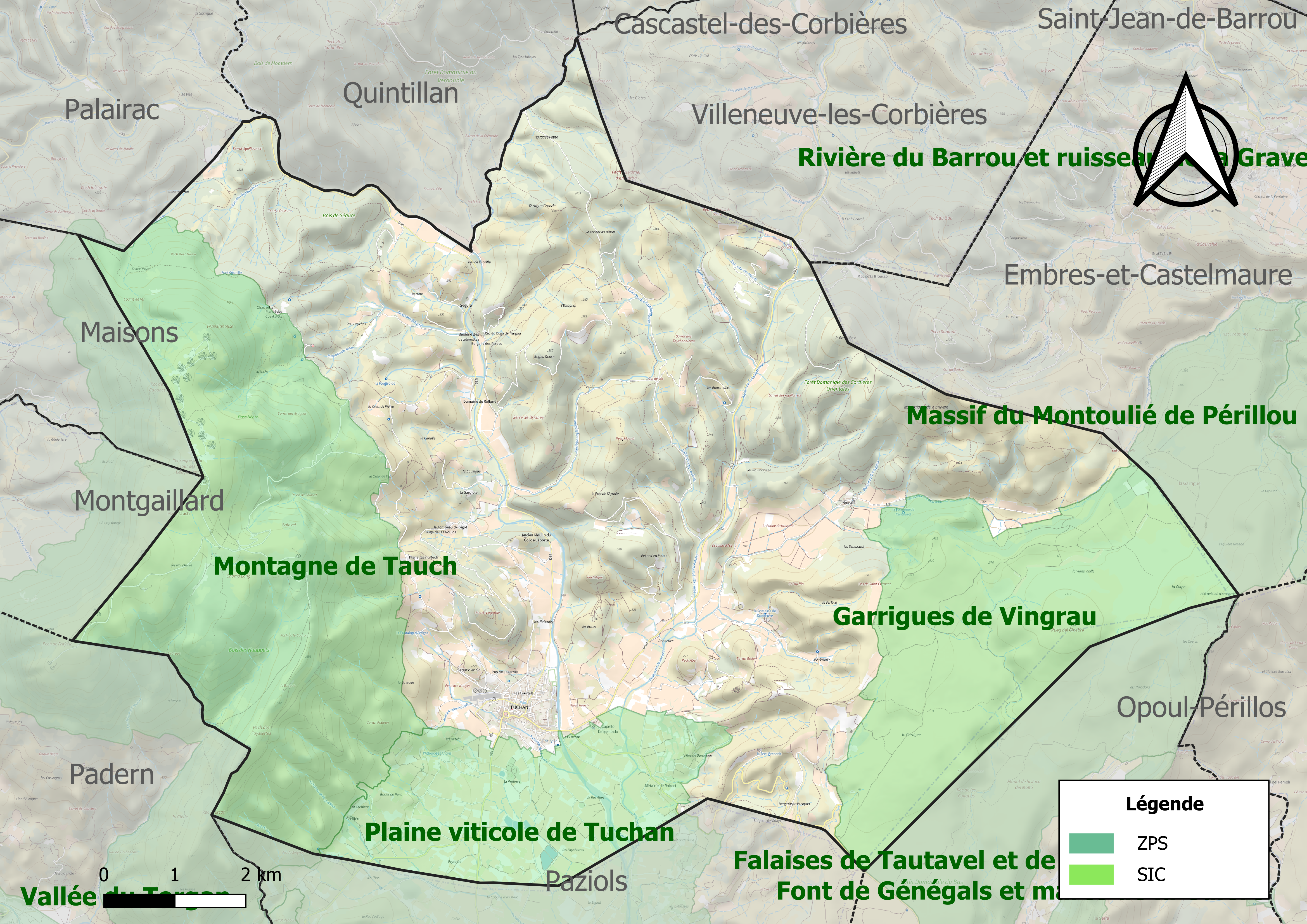
Sites Natura 2000 sur le territoire communal.

Le réseau Natura 2000 est un réseau écologique européen de sites naturels d'intérêt écologique élaboré à partir des directives habitats et oiseaux, constitué de zones spéciales de conservation (ZSC) et de zones de protection spéciale (ZPS).
Un site Natura 2000 a été défini sur la commune au titre  de la directive oiseaux : les « basses Corbières », d'une superficie de 29 495 ha, un site important pour la conservation des rapaces : l'Aigle de Bonelli, l'Aigle royal, le Grand-duc d’Europe, le Circaète Jean-le-Blanc, le Faucon pèlerin, le Busard cendré, l'Aigle botté.

#### Zones naturelles d'intérêt écologique, faunistique et floristique
L’inventaire des zones naturelles d'intérêt écologique, faunistique et floristique (ZNIEFF) a pour objectif de réaliser une couverture des zones les plus intéressantes sur le plan écologique, essentiellement dans la perspective d’améliorer la connaissance du patrimoine naturel national et de fournir aux différents décideurs un outil d’aide à la prise en compte de l’environnement dans l’aménagement du territoire.
Trois ZNIEFF de type 1 sont recensées sur la commune :
- les « garrigues de Vingrau » (1 622 ha), couvrant 3 communes dont 2 dans l'Aude et 1 dans les Pyrénées-Orientales[19] ;
- la « montagne de Tauch » (2 093 ha), couvrant 5 communes du département[20] ;
- la « plaine viticole de Tuchan » (1 225 ha), couvrant 3 communes du département[21] ;

et une ZNIEFF de type 2, : 
les « Corbières centrales » (68 810 ha), couvrant 56 communes dont 54 dans l'Aude et 2 dans les Pyrénées-Orientales.

Carte des ZNIEFF de type 1 et 2 à Tuchan.
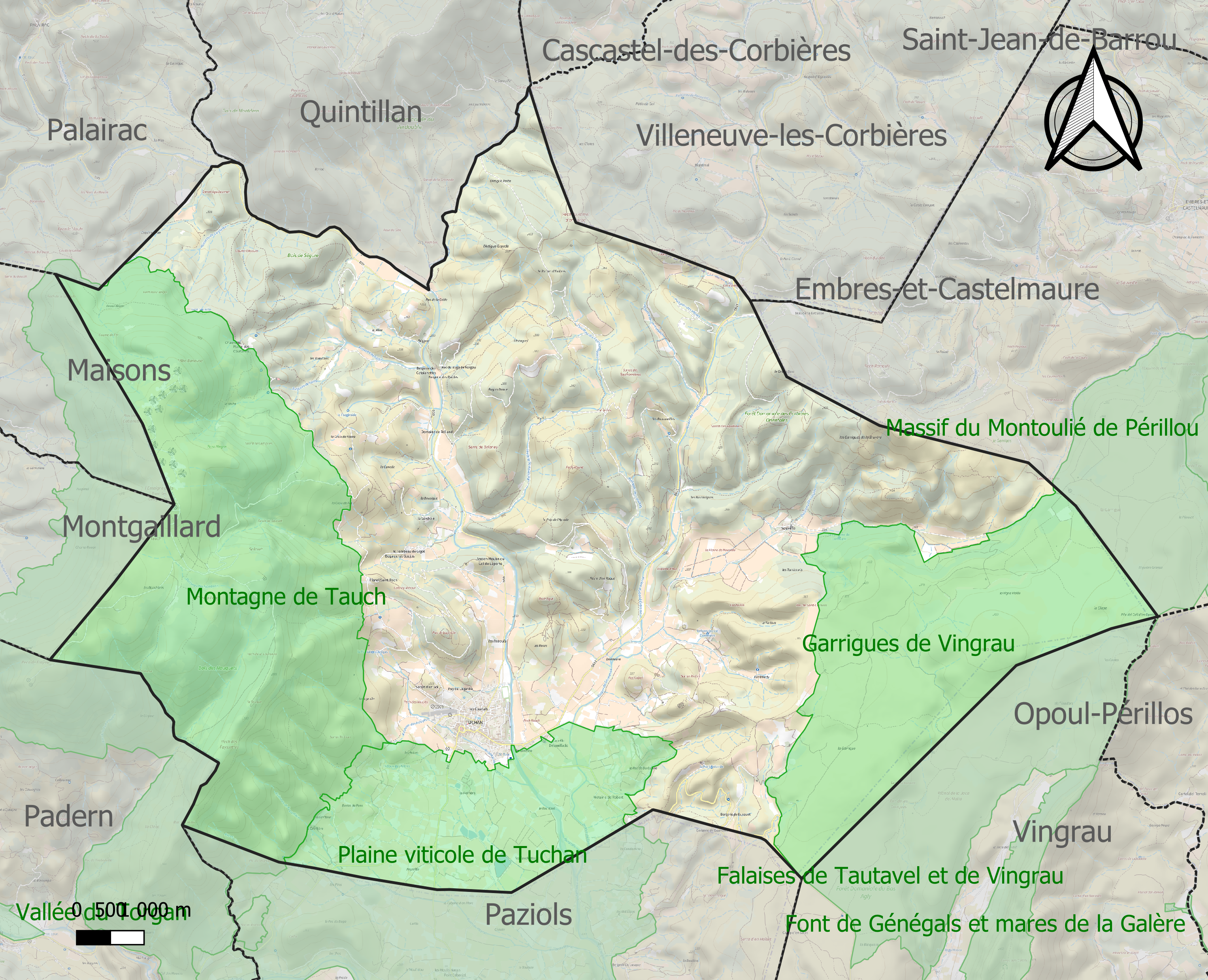
Carte des ZNIEFF de type 1 sur la commune.
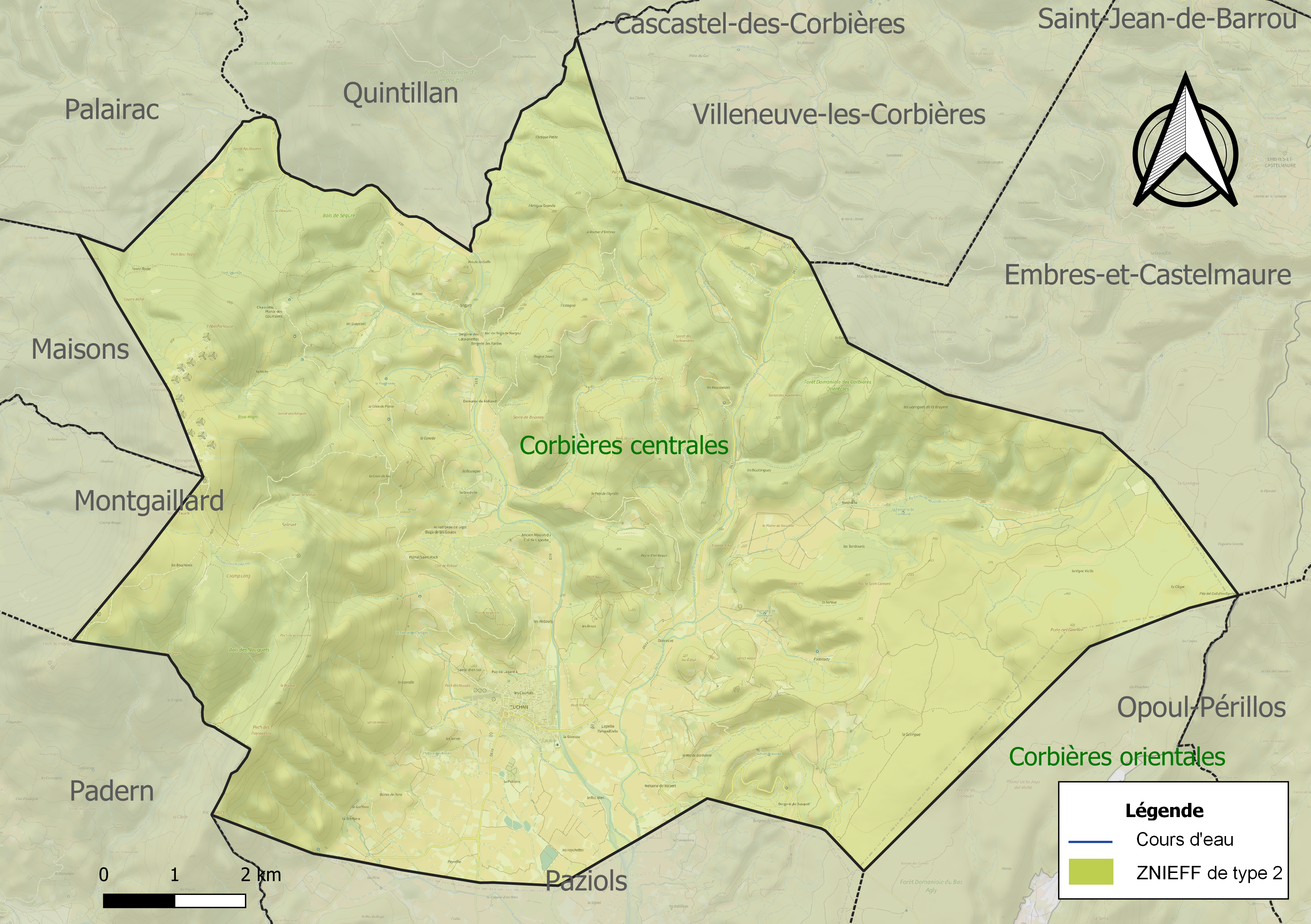
Carte de la ZNIEFF de type 2 sur la commune.

## Urbanisme

### Typologie
Au 1er janvier 2024, Tuchan est catégorisée bourg rural, selon la nouvelle grille communale de densité à 7 niveaux définie par l'Insee en 2022.
Elle est située hors unité urbaine et hors attraction des villes,.

### Occupation des sols
L'occupation des sols de la commune, telle qu'elle ressort de la base de données européenne d’occupation biophysique des sols Corine Land Cover (CLC), est marquée par l'importance des forêts et milieux semi-naturels (71,9 % en 2018), une proportion sensiblement équivalente à celle de 1990 (72,6 %). La répartition détaillée en 2018 est la suivante : 
milieux à végétation arbustive et/ou herbacée (50,4 %), forêts (21,2 %), cultures permanentes (19,8 %), zones agricoles hétérogènes (7,4 %), zones urbanisées (0,9 %), espaces ouverts, sans ou avec peu de végétation (0,2 %). L'évolution de l’occupation des sols de la commune et de ses infrastructures peut être observée sur les différentes représentations cartographiques du territoire : la carte de Cassini (XVIIIe siècle), la carte d'état-major (1820-1866) et les cartes ou photos aériennes de l'IGN pour la période actuelle (1950 à aujourd'hui).

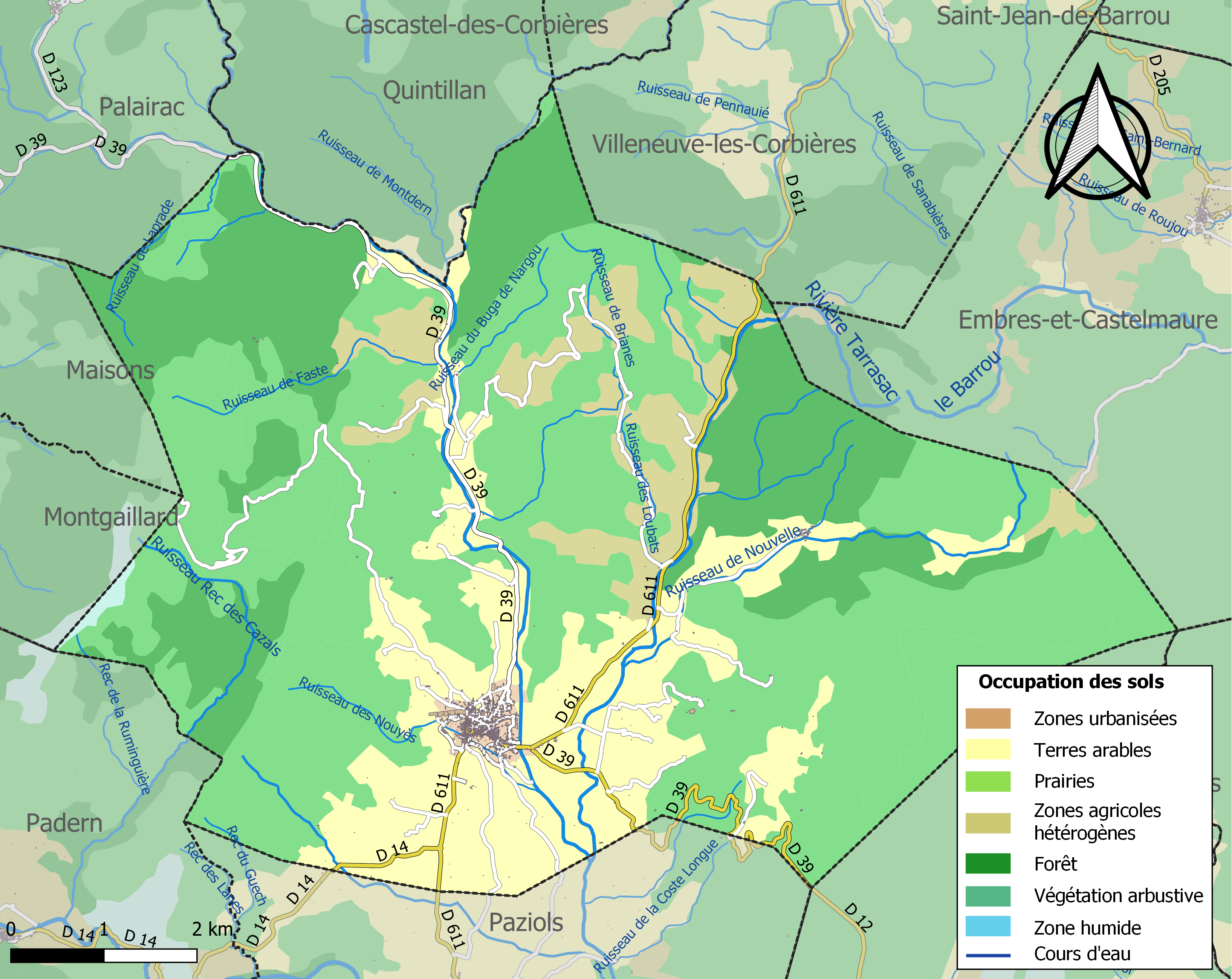
Carte des infrastructures et de l'occupation des sols de la commune en 2018 (CLC).

### Risques majeurs
Le territoire de la commune de Tuchan est vulnérable à différents aléas naturels : météorologiques (tempête, orage, neige, grand froid, canicule ou sécheresse), inondations, feux de forêts et séisme (sismicité modérée). Il est également exposé à un risque particulier : le risque de radon. Un site publié par le BRGM permet d'évaluer simplement et rapidement les risques d'un bien localisé soit par son adresse soit par le numéro de sa parcelle.

#### Risques naturels
Certaines parties du territoire communal sont susceptibles d’être affectées par le risque d’inondation par débordement de cours d'eau, notamment le ruisseau de Glandes. La commune a été reconnue en état de catastrophe naturelle au titre des dommages causés par les inondations et coulées de boue survenues en 1982, 1987, 1992, 1995, 1996, 1999, 2005, 2009, 2014 et 2018,.
Le retrait-gonflement des sols argileux est susceptible d'engendrer des dommages importants aux bâtiments en cas d’alternance de périodes de sécheresse et de pluie. 51,9 % de la superficie communale est en aléa moyen ou fort (75,2 % au niveau départemental et 48,5 % au niveau national). Sur les 616 bâtiments dénombrés sur la commune en 2019, 615 sont en aléa moyen ou fort, soit 100 %, à comparer aux 94 % au niveau départemental et 54 % au niveau national. Une cartographie de l'exposition du territoire national au retrait gonflement des sols argileux est disponible sur le site du BRGM,.

#### Risque particulier
Dans plusieurs parties du territoire national, le radon, accumulé dans certains logements ou autres locaux, peut constituer une source significative d’exposition de la population aux rayonnements ionisants. Certaines communes du département sont concernées par le risque radon à un niveau plus ou moins élevé. Selon la classification de 2018, la commune de Tuchan est classée en zone 3, à savoir zone à potentiel radon significatif.

## Histoire
La villa de Donneuve ou Domo Nova appartient au milieu du IXe siècle à Anna fille d'Alaric Ier comte de Roussillon et d'Empuries (843-844). Celle-ci la cède "avec serviteurs et esclaves" à Radulf, frère et lieutenant du comte Miron Ier le Vieux en 876.

## Politique et administration

### Liste des maires
| Période                                  | Période   | Identité                                        | Étiquette | Qualité                                                                                             |
| ---------------------------------------- | --------- | ----------------------------------------------- | --------- | --------------------------------------------------------------------------------------------------- |
| ?                                        | mars 2001 | Pierre Foulquier                                | DVG       | |
| mars 2001                                | 2008      | Sylvie Astruc                                   | PS        | Retraitée de la Fonction publique territoriale Conseillère générale du Canton de Tuchan (1998→2011) |
| mars 2008                                | 2014      | Michel Boyer                                    | MoDem     | |
| mars 2014                                | 2020      | Jean-Régis Bertrand puis Jean François Casoliva | PS        | Retraité de l'enseignement                                                                          |
| 2020                                     | En cours  | Béatrice Bertrand                               | SE        | Ancien cadre à La Poste                                                                             |
| Les données manquantes sont à compléter. |           |                                                 |           | |

## Population et société

### Démographie
| 1793 | 1800 | 1806 | 1821 | 1831 | 1836  | 1841  | 1846  | 1851  |
| ---- | ---- | ---- | ---- | ---- | ----- | ----- | ----- | ----- |
| 572  | 736  | 959  | 957  | 983  | 1 058 | 1 220 | 1 209 | 1 250 |

| 1856  | 1861  | 1866  | 1872  | 1876  | 1881  | 1886  | 1891  | 1896  |
| ----- | ----- | ----- | ----- | ----- | ----- | ----- | ----- | ----- |
| 1 131 | 1 155 | 1 194 | 1 209 | 1 367 | 1 811 | 1 665 | 1 473 | 1 388 |

| 1901  | 1906  | 1911  | 1921  | 1926  | 1931  | 1936  | 1946  | 1954  |
| ----- | ----- | ----- | ----- | ----- | ----- | ----- | ----- | ----- |
| 1 398 | 1 450 | 1 400 | 1 416 | 1 254 | 1 296 | 1 259 | 1 122 | 1 066 |

| 1962  | 1968 | 1975 | 1982 | 1990 | 1999 | 2006 | 2008 | 2013 |
| ----- | ---- | ---- | ---- | ---- | ---- | ---- | ---- | ---- |
| 1 014 | 862  | 804  | 814  | 794  | 803  | 814  | 817  | 778  |

| 2018 | 2022 | - | - | - | - | - | - | - |
| ---- | ---- | - | - | - | - | - | - | - |
| 797  | 790  | - | - | - | - | - | - | - |

### Sports
Clubs
- Club Olympique Tauch Corbières (COTC) (rugby)[36].

Événements
- Enfer du Mont Tauch, épreuve cycliste dont l'arrivée se situe à Tuchan.

## Économie

### Revenus
En 2018, la commune compte 389 ménages fiscaux, regroupant 759 personnes. La médiane du revenu disponible par unité de consommation est de 17 320 € (19 240 € dans le département).

### Emploi
| Division       | 2008   | 2013   | 2018   |
| -------------- | ------ | ------ | ------ |
| Commune        | 8,1 %  | 15,2 % | 16,4 % |
| Département    | 10,2 % | 12,8 % | 12,6 % |
| France entière | 8,3 %  | 10 %   | 10 %   |

En 2018, la population âgée de 15 à 64 ans s'élève à 440 personnes, parmi lesquelles on compte 73,6 % d'actifs (57,3 % ayant un emploi et 16,4 % de chômeurs) et 26,4 % d'inactifs,. En  2018, le taux de chômage communal (au sens du recensement) des 15-64 ans est supérieur à celui du département et de la France, alors qu'en 2008 la situation était inverse.
La commune est hors attraction des villes,. Elle compte 232 emplois en 2018, contre 266 en 2013 et 322 en 2008. Le nombre d'actifs ayant un emploi résidant dans la commune est de 257, soit un indicateur de concentration d'emploi de 90,4 % et un taux d'activité parmi les 15 ans ou plus de 46,2 %.
Sur ces 257 actifs de 15 ans ou plus ayant un emploi, 158 travaillent dans la commune, soit 62 % des habitants. Pour se rendre au travail, 72,4 % des habitants utilisent un véhicule personnel ou de fonction à quatre roues, 0,4 % les transports en commun, 18,6 % s'y rendent en deux-roues, à vélo ou à pied et 8,6 % n'ont pas besoin de transport (travail au domicile).

### Activités hors agriculture

#### Secteurs d'activités
73 établissements sont implantés  à Tuchan au 31 décembre 2019. Le tableau ci-dessous en détaille le nombre par secteur d'activité et compare les ratios avec ceux du département,.
| Secteur d'activité                                                                                        | Commune | Commune | Département |
| Secteur d'activité                                                                                        | Nombre  | %       | %           |
| --- | ------- | ------- | ----------- |
| Ensemble                                                                                                  | 73      | 100 %   | (100 %)     |
| Industrie manufacturière, industries extractives et autres                                                | 4       | 5,5 %   | (8,8 %)     |
| Construction                                                                                              | 9       | 12,3 %  | (14 %)      |
| Commerce de gros et de détail, transports, hébergement et restauration                                    | 29      | 39,7 %  | (32,3 %)    |
| Information et communication                                                                              | 2       | 2,7 %   | (1,6 %)     |
| Activités financières et d'assurance                                                                      | 3       | 4,1 %   | (2,7 %)     |
| Activités immobilières                                                                                    | 2       | 2,7 %   | (5,2 %)     |
| Activités spécialisées, scientifiques et techniques et activités de services administratifs et de soutien | 9       | 12,3 %  | (13,3 %)    |
| Administration publique, enseignement, santé humaine et action sociale                                    | 13      | 17,8 %  | (13,2 %)    |
| Autres activités de services                                                                              | 2       | 2,7 %   | (8,8 %)     |

Le secteur du commerce de gros et de détail, des transports, de l'hébergement et de la restauration est prépondérant sur la commune puisqu'il représente 39,7 % du nombre total d'établissements de la commune (29 sur les 73 entreprises implantées  à Tuchan), contre 32,3 % au niveau départemental.

#### Entreprises
Les cinq entreprises ayant leur siège social sur le territoire communal qui génèrent le plus de chiffre d'affaires en 2020 sont : 
- Pharmacie Des Hautes Corbieres, commerce de détail de produits pharmaceutiques en magasin spécialisé (1 042 k€)
- SICA Caves Du Mont Tauch, commerce de gros (commerce interentreprises) de boissons (749 k€)
- Daurat-Fort Chateau De Nouvelles, culture de la vigne (552 k€)
- Tuchan Automobiles, commerce de détail de carburants en magasin spécialisé (455 k€)
- Foncierement Tauch, promotion immobilière de logements (19 k€)

### Agriculture
La commune est dans la « Région viticole » de l'Aude, une petite région agricole occupant une grande partie centrale du département, également dénommée localement « Corbeilles Minervois et Carcasses-Limouxin ». En 2020, l'orientation technico-économique de l'agriculture  sur la commune est la viticulture.
|               | 1988  | 2000 | 2010 | 2020 |
| ------------- | ----- | ---- | ---- | ---- |
| Exploitations | 148   | 101  | 77   | 65   |
| SAU (ha)      | 1 080 | 1226 | 952  | 949  |

Le nombre d'exploitations agricoles en activité et ayant leur siège dans la commune est passé de 148 lors du recensement agricole de 1988  à 101 en 2000 puis à 77 en 2010 et enfin à 65 en 2020, soit une baisse de 56 % en 32 ans. Le même mouvement est observé à l'échelle du département qui a perdu pendant cette période 60 % de ses exploitations,. La surface agricole utilisée sur la commune a également diminué, passant de 1 080 ha en 1988 à 949 ha en 2020. Parallèlement la surface agricole utilisée moyenne par exploitation a augmenté, passant de 7 à 15 ha.

## Culture locale et patrimoine

### Lieux et monuments
- Église Saint-Jean-l'Évangéliste de Tuchan.
- Chapelle Notre-Dame-des-Anges de Tuchan.
- Chapelle Sainte-Anne du château d'Aguilar ou Viala.
- Chapelle Saint-Roch de Tuchan.

Les ruines du château d'Aguilar et leurs abords sont inscrits au titre des sites naturels depuis 1946.
| Monument                   | Adresse | Coordonnées                      | Notice         | Protection  | Date            | Illustration               |
| -------------------------- | ------- | -------------------------------- | -------------- | ----------- | --------------- | -------------------------- |
| Église Notre-Dame de Faste |         | 42° 55′ 21″ nord, 2° 41′ 36″ est | « PA11000032 » | Inscription | 14 janvier 2005 | Église Notre-Dame de Faste |
| Hôtel des postes           |         | 42° 53′ 22″ nord, 2° 43′ 05″ est | « PA00102936 » | Inscription | 30 mars 1992    | Hôtel des postes           |
| Fort d'Aguilar (ruines)    |         | 42° 53′ 56″ nord, 2° 43′ 51″ est | « PA00102913 » | Classement  | 2 juillet 1949  | Fort d'Aguilar (ruines)    |

### Personnalités liées à la commune
- Olivier de Termes (1200-1274) : seigneur de Termes et de Tuchan ;
- Bernard Auriol (1778-1863) : banquier né à Tuchan ;
- Léon Malavialle (1860-1924) : homme politique né à Tuchan.

### Héraldique
| Blason de Tuchan | Blason  | D'azur à une montagne d'or chargée d'une hure contournée de sable, au chef d'or chargé d'un T capital accoté de deux étoiles, le tout de gueules. |
| Blason de Tuchan | Détails | Le statut officiel du blason reste à déterminer.                                                                                                  |